# 渡辺保史
渡辺 保史（わたなべ やすし、1965年12月24日 - 2013年6月15日）は、日本のメディア・ジャーナリスト。
執筆業だけでなく、イベントのプロデュースや講師業に携わる。

## 略歴・人物
- 1965年 北海道函館市に生まれる。
- 19xx年 弘前大学人文学部卒業。
- 19xx年 業界新聞社に記者として勤務。
- 1992年 フリーランスのメディア・ジャーナリストとなる。
- 1997年 北海道函館市に居を移す[注釈 1]
- 2002年 函館圏の「地域コミュニティの未来デザイン」を検討するオンライン・グループ「node:0138 ハコダテ」を立ち上げる。
- xxxx年 武蔵野美術大学 デザイン情報学科 非常勤講師
- xxxx年 北海道教育大学 函館校 非常勤講師
- 2008年 函館市でnpo-koboを設立
- 2008年 札幌に居を移す。
- 2008年 北海道大学高等教育機能開発総合センター科学技術コミュニケーション教育研究部 (CoSTEP) の客員准教授に就任(-2012年)。
- 2008年 札幌オオドオリ大学 授業コーディネーターに就任。[1]
- xxxx年 北海道大学大学院環境科学院GCOEプロジェクト上級コーディネーターに就任。
- 2012年 東海大学国際文化学部デザイン文化学科 (札幌キャンパス) 客員教授に就任。
- 2013年 くも膜下出血により死去。

情報デザインを中心に、サイエンスから情報テクノロジー、現代思想、デザイン、ビジネス論、都市・コミュニティ論、情報教育などのフィールドで取材、調査、執筆、企画、講演などの活動が主。

## 仕事
ライターとして
- design plex連載

参加プロジェクト
- センソリウム[2] [3](1996年)
- オーロラウェブ
- スカンクワークス
- Sound Bum@HAKODATE [4] [5] (2001年)
- 地域環境マップ「ハコダテ・スローマップ」
- 都市再生ワークショップ「ハコダテ・スミカプロジェクト」
- はこだて国際科学祭

イベント
- Shrinking cities x fibercity @akihabaraトーク・イン 縮小する都市の未来を語る「コミュニティに根ざした 情報デザイン」(2007年2月9日) [6]
- 縮小する都市の過去・現在そして未来(縮小未来展)(2008年11月1日)
- つながりバザール(2008年8月1日)

関連する団体・所属
- 函館マルチメディア推進協議会 幹事
- 智財創造ラボ シニアフェロー, ライター・プランナー [7]
- 株式会社ソシオエンジン アソシエイツ・ジェネラルプロデューサー
- NPOヒューマン・センター・デザイン・イニシアティブ理事

## 著書
単著
- 『はじめてナットク!マルチメディア コンピュータ社会の未来がわかる』集英社ブルーバックス（1995年5月）
- 『グループウェアで会社を変える』NTT出版（1997年2月）
- 『Digital Rights--デジタルコンテンツの知的所有権』オライリー・ジャパン（1998年3月）
- 『情報デザイン入門 インターネット時代の表現術』平凡社新書（2001年7月）
- 『情報デザイン 分かりやすさの設計』（情報デザインアソシエイツ編、共著）グラフィック社(2002年2月)
- 『Designing ours:『自分たち事』をデザインする』（2018年、渡辺の遺稿をもとにした、クラウドファンディングによるオンデマンド本）

共著
- 『共有のデザインを考える―スタジオ・トークセッション記録』(せんだいメディアテークとの共著)せんだいメディアテーク(2004年7月)